# William Miller (Baptist)

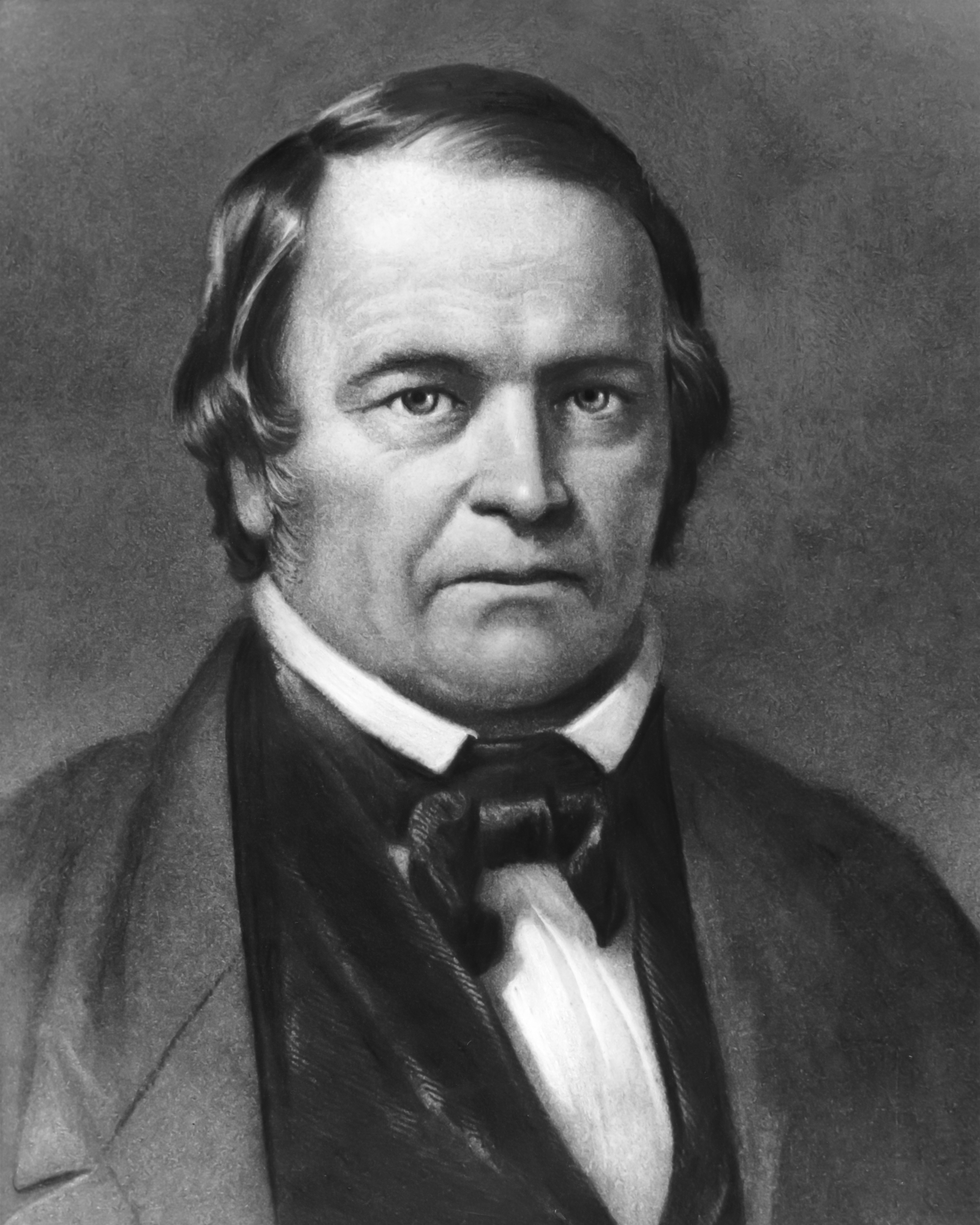
William Miller

William Miller (* 15. Februar 1782 in Pittsfield; † 20. Dezember 1849 in Hampton) war ein US-amerikanischer baptistischer Prediger. Seine Prophezeiung, die Wiederkunft von Jesus Christus stehe nahe bevor, führte zum Entstehen der Adventistenbewegung.

## Leben
Miller wurde in Massachusetts geboren. Im Jahr 1803 heiratete Miller Lucy Smith und zog in ihre nahe gelegene Heimatstadt Poultney (Vermont), wo er eine Farm betrieb. In Poultney wurde Miller in eine Reihe von Zivilämtern gewählt, darunter 1809 in das Amt des stellvertretenden Hilfssheriffs sowie später zum Friedensrichter. Miller diente in der Miliz von Vermont und wurde am 21. Juli 1810 zum Leutnant  ernannt. Er besaß ein Haus, Land und mindestens zwei Pferde.
Kurz nach seinem Umzug nach Poultney lehnte Miller sein baptistisches Erbe ab und wurde Deist und Freimaurer in der Morning Star Lodge No. 27. Als 1812 der Britisch-Amerikanische Krieg ausbrach, stellte er eine Kompanie auf, nahm an den Kämpfen teil und wurde zum Captain befördert.
Im September 1831 trat Miller offiziell aus der Loge aus. In jenem Jahr begann er zu predigen. Seit Jahren beschäftigte ihn die Frage eines Engels im Buch Daniel (Kapitel 8): „Wie lange wird es verboten sein, jeden Tag zu opfern?“ Die 2300 Abende und Morgen in der Antwort deutete er nach einer „ein Tag gilt für ein Jahr“-Ansicht unter anderem aus Hesekiel 4,6 ab dem Gebot der Wiederherstellung Jerusalems als Datum für Jesu Wiederkunft auf der Erde. Den Wiederaufbau Jerusalems befahl Artaxerxes I. von Persien im 7. Jahr seiner Herrschaft (457 vor Chr.). Dies ist im Buch Esra 7,12–26 belegt. 48 milleritische Zeitungen kündeten damals in den USA hunderttausenden Lesern Christi Rückkehr – zwischen dem 21. März 1843 und dem 21. März 1844. Das Nichteintreffen dieser Erwartung führte zur Großen Enttäuschung und zur Entstehung der Adventistenbewegung.